# Moisy
Moisy település Franciaországban, Loir-et-Cher megyében. Lakosainak száma 341 fő (2022. január 1.). Moisy Brévainville, Morée, Ouzouer-le-Doyen, Vievy-le-Rayé és Beauce-la-Romaine községekkel határos.

## Népesség
A település népességének változása:
| Lakosok száma | 411  | 312  | 267  | 302  | 338  | 353  | 365  | 374  | 363  | 341  |
|               | 1968 | 1982 | 1990 | 2006 | 2013 | 2015 | 2017 | 2019 | 2020 | 2022 |